# French Cancan (Monsieur Sainte Nitouche)
 (février 2012).
Si vous disposez d'ouvrages ou d'articles de référence ou si vous connaissez des sites web de qualité traitant du thème abordé ici, merci de compléter l'article en donnant les références utiles à sa vérifiabilité et en les liant à la section « Notes et références ».
Singles de Inna Modja
Life
(2010) La Fille du Lido
(2011)
Pistes de Love Revolution
Kinks in My Hair You Love Me
French cancan (Monsieur sainte Nitouche) est le premier single du deuxième album de la chanteuse malienne Inna Modja, Love Revolution. C'est avec cette chanson que la chanteuse s'est réellement fait connaître[réf. nécessaire]. La chanson deviendra l'un des tubes de l'été 2011,, avec un gros soutien des radios et de la télévision.
Cette chanson lui a permis d'obtenir une nomination aux NRJ Music Awards, et deux nominations aux Victoires de la musique.

## Clip
Le clip est sorti le 30 juin 2011. Une grande partie du clip se passe dans les coulisses d'un cabaret. Très vite avec le succès de la chanson, le clip est visionné 3 millions de fois sur YouTube.

## Classement
Le single French cancan a réussi à se hisser jusqu'à la quatrième place du classement Top 50 en France. Il s'est classé 6e en Belgique et a décroché la 60e place en Suisse. French Cancan est le plus gros succès de la chanteuse car il s'est écoulé à plus 110 000 exemplaires au total[réf. nécessaire].

## Autres versions
Il existe une version anglaise de la chanson, ainsi qu'un remix électro de Cutee B. Ces deux versions sont présentes sur l'édition spéciale de l'album Love Revolution.